# Sophora prazeri
Sophora prazeri  (лат.) — кустарник семейства Бобовые (Fabaceae).

## Описание
Растение достигает от 1 до 3 метров в высоту. Имеет коричневые ветви с красно-коричневыми войлочными листочками длиной 7—11 и шириной 3—4 см. Венчик белого или бледно-жёлтого цвета.

## Ареал
Растение встречается в горных лесах, долинах, влажных склонах в Гуанси, Гуйчжоу (Китай), Юньнани (Мьянма) на высотах ниже 2000 метров.

## Разновидности
- Sophora prazeri  Prain var.prazeri
- Sophora prazeri  Prain var.mairei (Pamp.)P.C.Tsoong